# Meteura albicosta
Meteura albicosta là một loài bướm đêm thuộc phân họ Arctiinae, họ Erebidae.